# Alchemilla indica
Alchemilla indica é uma espécie de rosácea do gênero Alchemilla, pertencente à família Rosaceae.